# Roy Plunkett
Roy J. Plunkett (26 juin 1910 - 12 mai 1994) est le chimiste qui a découvert par accident (par sérendipité) le téflon en 1938.

## Biographie
Plunkett est né à New Carlisle (Ohio) et a suivi les cours du Manchester College (1932) et de l'Université d'État de l'Ohio (1936).
 
En 1936, il est engagé comme chimiste pour la recherche chez la Compagnie du Pont de Nemours & Company à leur Jackson Laboratory à Deepwater (New Jersey) (en). 

Le 6 avril 1938, Plunkett vérifie un récipient congelé et compressé de 100 livres (45 kg) de tétrafluoroéthylène, utilisé dans la production de réfrigérants à base de chlorofluorocarbones. En ouvrant le récipient dans le but d'en prélever une partie pour une chloration (à l'aide d'acide chlorhydrique), Plunkett s'aperçut que rien n'en sortait. En vérifiant la cause de cela, il s'aperçut qu'une poudre blanche s'était formée, et que celle-ci n'adhérait pas au récipient. 

Le tétrafluoroéthylène du récipient s'était polymérisé en polytétrafluoroéthylène (le Teflon), un solide cireux aux propriétés étonnantes telles la résistance à la corrosion, une très, très faible friction de surface et une grande résistance à la chaleur. 
De 1939 à 1952, il était le chimiste en chef impliqué dans la production du Tétraéthylplomb chez DuPont's Chambers Works. Ensuite il a dirigé la production de Freon chez DuPont avant de prendre sa retraite en 1975. Plunkett est mort le 12 mai 1994 à l'âge de 84 ans.